# Ludwigswinkel
Ludwigswinkel település Németországban, Rajna-vidék-Pfalz tartományban. Lakosainak száma 777 fő (2023. december 31.).

## Népesség
A település népességének változása:
| Lakosok száma | 739  | 740  | 753  | 787  | 780  | 777  |
|               | 1975 | 2017 | 2019 | 2021 | 2022 | 2023 |